# Ella Nova
Ella Nova (Austin, Texas; 4 de septiembre de 1991) es una actriz pornográfica y modelo erótica estadounidense.

## Biografía
Ella Nova, nombre artístico de Carissa Nicole Bryson, nació y se crio en la ciudad de Austin, capital de Texas, donde recibió una educación en casa, fuera de cualquier centro educativo, como ella misma destacó. Comenzó una carrera como camgirl a los 19 años, etapa en la que se mantuvo durante varios meses, bloqueando posibles visitas de su mismo estado, por miedo a que fuera reconocida por familiares o amigos.
Pronto, comenzó a filmar sus propias escenas y a monetizar por ellas en distintos sitios web. Fue así como empezó a contactar con otras camgirls para intercambiar contenidos o crear nuevo de forma conjunta y como buscó patrocinio por medio de una agencia de modelaje, debutando como actriz pornográfica en 2013, con 22 años.
Como actriz, ha grabado películas para productoras como Wicked, Jules Jordan Video, 3rd Degree, Evil Angel, Brazzers, Elegant Angel, New Sensations, Zero Tolerance, Tushy, Kink.com, Blacked, Penthouse o Girlfriends Films, entre otras.
En junio de 2016, a escasos días de concluir el período de las primarias presidenciales del Partido Republicano, Ella Nova protagonizó la película Make America Gape Again, una parodia de Kink.com dirigida por Maitresse Madeline, en la que los actores Xander Corvus, Mickey Mod, Tommy Pistol, Mark Wood y Bill Bailey aparecen vestidos con trajes y usando máscaras de Donald Trump y hacen un gangbang sobre Ella Nova, vestida con una bandera estadounidense.
En 2018 Ella Nova recibió su primera nominación en los Premios AVN a la Mejor actriz por su papel en Snapshot.
Ha aparecido en más de 300 películas como actriz.
Algunas películas suyas son Asshole Therapy, Bound For Sex 2, Down The Hatch 28, From Beyond, I Love Hairy Teens, Lesbian Impulse, Never Forgotten, Rectal Workout 2, Supernatural, White Booty 2 o Yhivi Does It.

## Premios y nominaciones
| Año  | Ceremonia                   | Resultado | Premio                                   | Trabajo                   |
| ---- | --------------------------- | --------- | ---------------------------------------- | ------------------------- |
| 2016 | Spank Bank Awards           | Nominada  | Bondage Artiste of the Year              | —                         |
| 2016 | Spank Bank Awards           | Nominada  | Fucking Nerd of the Year                 | —                         |
| 2016 | Spank Bank Awards           | Nominada  | Life Sized Human Hand Puppet             | —                         |
| 2016 | Spank Bank Awards           | Nominada  | Most Awe Inspiring Gape                  | —                         |
| 2016 | Spank Bank Awards           | Nominada  | Spanking Slut of the Year                | —                         |
| 2016 | Spank Bank Awards           | Ganadora  | Webcam Girl of the Year                  | —                         |
| 2016 | Spank Bank Technical Awards | Ganadora  | Hogwarts Hottie                          | —                         |
| 2016 | Spank Bank Technical Awards | Ganadora  | Official Resident of Nipple Paradise     | —                         |
| 2017 | Spank Bank Awards           | Nominada  | Customs Specialist of the Year           | —                         |
| 2017 | Spank Bank Awards           | Nominada  | Fucking Nerd of the Year                 | —                         |
| 2017 | Spank Bank Awards           | Nominada  | Masturbator of the Year                  | —                         |
| 2017 | Spank Bank Awards           | Ganadora  | Most Awe Inspiring Gape                  | —                         |
| 2017 | Spank Bank Awards           | Nominada  | PAWG of the Year                         | —                         |
| 2017 | Spank Bank Awards           | Nominada  | Two Hot Dogs in a Hallway                | —                         |
| 2017 | Spank Bank Technical Awards | Ganadora  | Deepest Butthole                         | —                         |
| 2017 | Spank Bank Technical Awards | Ganadora  | Queen of the Lollipop Guild              | —                         |
| 2018 | Premios AVN                 | Nominada  | Mejor actriz                             | Snapshot                  |
| 2018 | Spank Bank Awards           | Nominada  | Best 'O' Face                            | —                         |
| 2018 | Spank Bank Awards           | Nominada  | Bondage Artiste of the Year              | —                         |
| 2018 | Spank Bank Awards           | Nominada  | Empress of Nipple Paradise               | —                         |
| 2018 | Spank Bank Awards           | Ganadora  | Fucking Nerd of the Year                 | —                         |
| 2018 | Spank Bank Awards           | Nominada  | Life Sized Human Hand Puppet             | —                         |
| 2018 | Spank Bank Technical Awards | Ganadora  | Best 'Magic Wand' Skills                 | —                         |
| 2018 | Transgender Erotica Awards  | Nominada  | Mejor artista no transexual              | —                         |
| 2019 | Premios AVN                 | Nominada  | Mejor escena de sexo en realidad virtual | Blow Dried                |
| 2019 | Transgender Erotica Awards  | Ganadora  | Mejor escena de sexo lésbico             | Learning the Joys of Anal |
| 2019 | Spank Bank Awards           | Nominada  | Best 'O' Face                            | —                         |
| 2019 | Spank Bank Awards           | Nominada  | Cosplay Queen                            | —                         |
| 2019 | Spank Bank Awards           | Nominada  | Doctoral Degree in Dildology             | —                         |
| 2019 | Spank Bank Awards           | Nominada  | Fucking Nerd of the Year                 | —                         |
| 2019 | Spank Bank Awards           | Nominada  | Masterful Massuesse of the Year          | —                         |
| 2019 | Spank Bank Awards           | Nominada  | Sloppy Head Savant of the Year           | —                         |
| 2019 | Spank Bank Technical Awards | Ganadora  | Booty Made For Spanking                  | —                         |